# Araquem de Melo
Edemil Araquem José de Melo, in Griechenland vereinfachend auch als Araken Demelo bekannt (* 7. Juli 1944 in Rio de Janeiro; † 17. Oktober 2001 in Caracas) war ein brasilianischer Fußballspieler und späterer -lehrer.

## Leben

### Karriere
Nachdem er in seiner Jugend beim renommierten Verein CR Vasco da Gama in seiner Heimatstadt ausgebildet worden war, kam de Melo 1964 als nahezu völlig unbekannter Spieler zum Danubio FC in die uruguayische Hauptstadt Montevideo. Dort gelang es ihm jedoch, mit brillanter Technik und spektakulären Toren schnell die Sympathien der Fans zu gewinnen. 1966 wurde er mit zwölf Treffern sogar Torschützenkönig der Primera División. Wenig später wechselte er nach Argentinien zum CA Huracán, für den er gleich in der ersten Saison zehn Tore erzielte. De Melo war ein kräftig gebauter Spieler mit großer physischer Stärke, der sich ohne Ball oftmals ungelenk und starr bewegte. Sobald erforderlich, legte er aber eine ungeahnte dynamische Beweglichkeit an den Tag und konnte über den gesamten Platz sprinten, wodurch er nur schwer zu verteidigen war. Zudem galt er als äußerst versiert in Bezug auf so genannte Bananenflanken.
Als ersten Brasilianer überhaupt zog es de Melo 1972 zum griechischen Spitzenverein und damals amtierenden Meister Panathinaikos AO aus Athen, der im Vorjahr noch durch die Finalteilnahme im Europapokal der Landesmeister auf sich aufmerksam gemacht hatte. Zwar gelang es ihm in zwei Jahren kein Titelgewinn – zusammen mit Juan Ramón Verón und Antonis Antoniadis bildete er allerdings ein gefürchtetes und sehr effektives Sturmtrio und ist bis heute der torgefährlichste Brasilianer der Vereinsgeschichte. Zudem hatte er auch einige Auftritte auf internationaler Bühne: Während der ersten Runde des Europapokals der Landesmeister 1972/73 stand er im September und Oktober 1972 im Hin- und Rückspiel gegen ZSKA Sofia auf dem Platz, gegen die man jedoch ausschied. Ein Jahr darauf absolvierte er im September und Oktober 1973 im Rahmen des UEFA-Pokals 1973/74 beide Erstrundenpartien gegen OFK Belgrad und traf im Rückspiel sogar zum 1:0. Wegen der Auswärtstorregel schied Panathinaikos jedoch erneut früh aus. Wenig später wechselte de Melo zum Vorortrivalen APS Atromitos Athens und beendete dort nach einer weiteren Saison seine Karriere.

### Privatleben
Nach dem Rückzug vom aktiven Sport gründete er in Caracas eine an die Universidad Central de Venezuela angeschlossene Fußballschule, die Brazil Soccer School. Diese leitete er zusammen mit seinem Bruder Arnout, der beim venezolanischen Deportivo Italia FC gespielt hatte. Im Oktober 2001 verübte Araquem de Melo unter dem Druck finanzieller Probleme Suizid. Zu seinem Gedenken wurde vor dem Spiel von Atromitos gegen Ethnikos Piräus am 24. Oktober 2001 eine Schweigeminute abgehalten.